# Vincenzo Barnaba Zambelli
Vincenzo Barnaba Zambelli, anche noto come Barnabò Zambelli (Venezia, 13 maggio 1799 – Venezia, 1º ottobre 1862), è stato un politico italiano.

## Biografia
Fu Deputato nella VII legislatura del Regno di Sardegna, venendo riconfermato alla Camera per la VIII legislatura, la prima del Regno d'Italia.